# サルディリアーノ
サルディリアーノ（伊: Sardigliano）は、イタリア共和国ピエモンテ州アレッサンドリア県にある、人口約400人の基礎自治体（コムーネ）。

## 地理

### 位置・広がり
| 隣接するコムーネは以下の通り。 - ボルゲット・ディ・ボルベーラ - カッサーノ・スピーノラ - カステッラーニア・コッピ - ガルバーニャ - サンターガタ・フォッシーリ - スタッツァーノ |

### 地震分類
イタリアの地震リスク階級 (it) では、3 に分類される
。

## 行政

### 分離集落
サルディリアーノには、以下の分離集落（フラツィオーネ）がある。
- Bavantore, Bavantorino, Cuquello, Malvino